# Mac Raboy
Emmanuel „Mac“ Raboy (* 19. April 1914 in New York; † Dezember 1967) war ein US-amerikanischer Comiczeichner. Raboy wurde vor allem bekannt durch seine Arbeit an dem Science-Fiction-Comicstrip Flash Gordon.

## Leben und Arbeit
Raboy begann in den 1930er Jahren, während der Weltwirtschaftskrise, als Auftragszeichner für die Works Progress Administration, eine von der Roosevelt-Regierung geschaffene Arbeitsbeschaffungsbehörde, zu arbeiten, für die Werbeplakate entwarf.
In den 1940er Jahren begann Raboy sich als Comiczeichner zu verdingen. So gestaltete er im weiteren Verlauf der 1940er Jahre zahlreiche Hefte der Serien Green Lama und Captain Marvel, Jr. Von bleibender popkultureller Bedeutung wurde dabei sein Design für den Titelhelden von Captain Marvel, Jr., dessen ausgefallene Frisur, eine stilisierte „Schmalzlocke“, viele Leser zur Nachahmung animierte. Unter diesen war auch der junge Elvis Presley, der die Haartracht seines Vorbildes Captain Marvel, Jr. nachahmte, und, da in den 1950er Jahren viele seiner Fans ihrerseits seine, Elvis Frisur nachahmten, diese zu einem Massenlook machte.
1946 wurde Raboy vom King Features Syndicate als Zeichner des von Alex Raymond auf der Sonntagsseite zahlloser amerikanischer Tageszeitungen erscheinenden Comicstrips um den Science-Fiction-Helden Flash Gordon angeheuert, das Raboy bis zu seinem Tod 1967 betreuen sollte.